# Szabó Tibor (labdarúgó, 1977)
Szabó Tibor (Zombor, 1977. március 12. –) magyar labdarúgó.

## Sikerei, díjai
- Ferencvárosi TC:
  - Magyar labdarúgó-bajnokság ezüstérmes: 2001–02
- Budapest Honvéd FC:
  - Magyar kupa győztes: 2006-07